# Rubén Río Iglesias
Rubén Río Iglesias (geboren am 2. Januar 1997 in A Coruña) ist ein spanischer Handballspieler, der auf der Spielposition rechter Rückraum eingesetzt wird.

## Vereinskarriere
Rubén Río Iglesias spielte in der Liga Asobal zunächst bei Juanfersa Comunicalia. Im Alter von 17 Jahren musste er sich einer Meniskusoperation unterziehen. Ab 2016 stand er bei Recoletas Atlético Valladolid unter Vertrag. In 124 Spielen in der Liga Asobal erzielt er 360 Tore.
Im Jahr 2020 wechselte er mit einem Zwei-Jahres-Vertrag nach Frankreich zu US Ivry HB. Wegen einer Verletzung im Knie, die er sich in einem Spiel für das Team aus Valladolid zugezogen hatte, konnte er nur in den ersten Spielen für die Mannschaft aus Ivry-sur-Seine eingesetzt werden und war anschließend fast die gesamten zwei Jahre nicht aktiv; er beendete im Sommer 2022 zunächst seine Karriere. In vier Spielen in der Ligue Nationale warf er zwölf Tore. Nach Operation und Therapien gesundete er. Ende 2022 gab der französische Zweitligist JS Cherbourg Manche HB die Verpflichtung Ríos bekannt.
Zur Saison 2023/2024 der Liga Asobal kehrte er nach Spanien zurück und spielte für zu Rebi Balonmano Cuenca. Ab 2024 steht er für Frigoríficos del Morrazo auf dem Platz.

## Auswahlmannschaften
Sein erstes Spiel für Spanien absolvierte er am 10. Januar 2014 mit der juvenil selección gegen die Auswahl Tschechiens. Río spielte als Jugendnationalspieler Spaniens bei der U-18-Europameisterschaft in Polen (2014) und bei der U-19-Weltmeisterschaft in Russland (2015). Als Juniorennationalspieler Spaniens nahm er an der U-20-Europameisterschaft in Dänemark (2016) teil, bei der er mit dem Team Europameister wurde, und an der U-21-Weltmeisterschaft in Algerien (2017), bei der die Spanier Weltmeister wurden. Er stand bis Juli 2017 in 68 Spielen im Aufgebot der spanischen Nachwuchsteams und erzielte dabei 104 Tore.